# Törvénytől sújtva
A Törvénytől sújtva (eredeti cím: Down by Law) 1986-ban bemutatott fekete-fehér amerikai filmdráma, melyet Jim Jarmusch írt és rendezett. A főbb szerepekben Tom Waits, John Lurie és Roberto Benigni látható. 
Az Amerikai Egyesült Államokban 1986. szeptember 19-én, Magyarországon 1988. december 22-én mutatták be. 
Az Amanda Awards-on elnyerte a legjobb külföldi játékfilm díját, a Bodil Awards-on a legjobb nem-európai film díját, a Cannes-i fesztivál-on Arany Pálma jelölést kapott.

## Cselekmény
Jack, Zack és Roberto egy szerencsétlen pillanatukban rosszul döntöttek, ezért a börtönben gondolkozhatnak el a jövőjükről. Jack és Zack nem szimpatizálnak egymással, Roberto próbálja feldobni a szürke hétköznapokat, és egy menekülési tervvel is előáll. Társai ezt képtelenségnek tartják, de végül sikerül megszökniük. 
Az első akadály leküzdhetetlennek bizonyul Roberto számára, mert nem tud úszni. Jack-ék nem foglalkoznak vele és hátrahagyják, majd egy kis idő után visszamennek érte. Folytatják útjukat a kietlen, lápos vidéken és élelem híján a feszültség is egyre nő köztük.

## Szereplők
| Színész           | Szerep    |
| ----------------- | --------- |
| Tom Waits         | Zack      |
| John Lurie        | Jack      |
| Roberto Benigni   | Roberto   |
| Ellen Barkin      | Laurette  |
| Nicoletta Braschi | Nicoletta |

## Fogadtatás
Az 1,1 millió dolláros költségvetésből készült film, mindössze 1,4 millió dollár bevételt termelt. A Rotten Tomatoes-on 82%-os minősítést kapott a kritikusoktól, az összesített listán 94%-ra áll. Az IMDb-n  7,8/10, 35 607 szavazat alapján.